# Contea di Davis (Iowa)
La contea di Davis (in inglese Davis County ) è una contea dello Stato dell'Iowa, negli Stati Uniti. La popolazione al censimento del 2000 era di 8 541 abitanti. Il capoluogo di contea è Bloomfield.